# Barbarossastadt

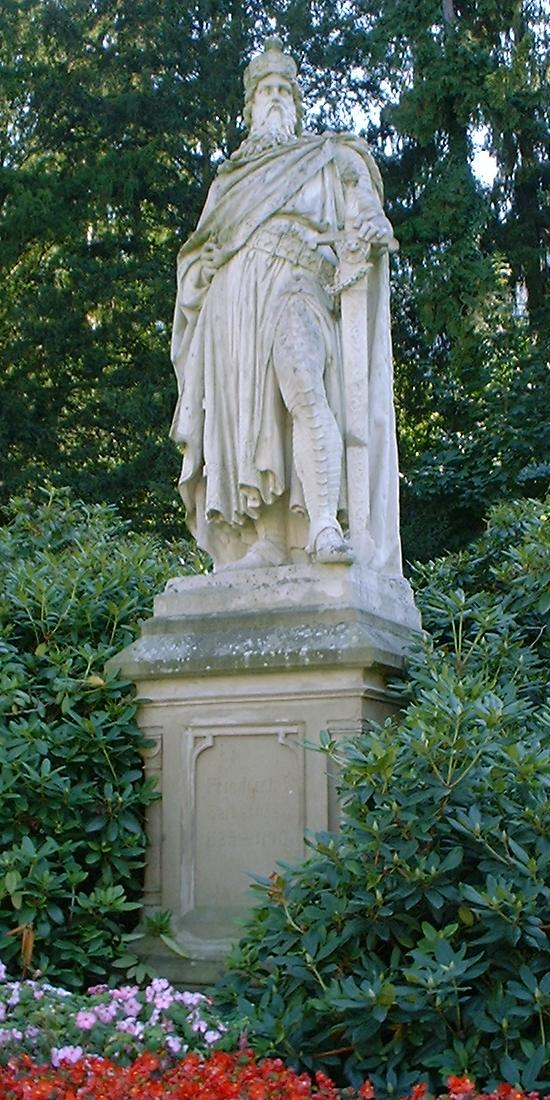
Denkmal Kaiser Friedrichs I. Barbarossa in Sinzig

Barbarossastadt ist der Beiname von fünf deutschen Städten aufgrund kürzerer oder längerer Aufenthalte des Stauferkaisers Friedrich I. Barbarossa in oder bei diesen Städten.

## Sinzig
Sinzig ist eine Stadt am Mittelrhein im Landkreis Ahrweiler. In der Frühgeschichte keltisch und römisch besiedelt, fand sie ihre erste Erwähnung 762 als fränkischer Königshof „sentiacum“. Ihre Blütezeit erlebte die Stadt im 12. bis 14. Jahrhundert als Kaiserpfalz, die oft von deutschen Königen und Kaisern besucht wurde, viermal von Barbarossa. Deswegen nennt sich auch diese Stadt „Barbarossastadt“.
In den letzten Jahren wird die Vergangenheit in Sinzig stärker als zuvor touristisch genutzt. So entstand die moderne Version des „Barbarossakopfes“, der Prospekte und Fahnen ziert. Es gibt einen mittelalterlichen Barbarossamarkt am zweiten Septemberwochenende und einen Kaisermarkt (Krammarkt) zur Sinziger Kirmes. Ein „Barbarossamärkchen“ erfreut sich als Rabattmarke großer Beliebtheit. Barbarossapralinen, ein „Barbarossaelexier“ und ein Rotwein „Edition Barbarossa“ sind weitere Beispiele der Vermarktung.

## Kaiserslautern

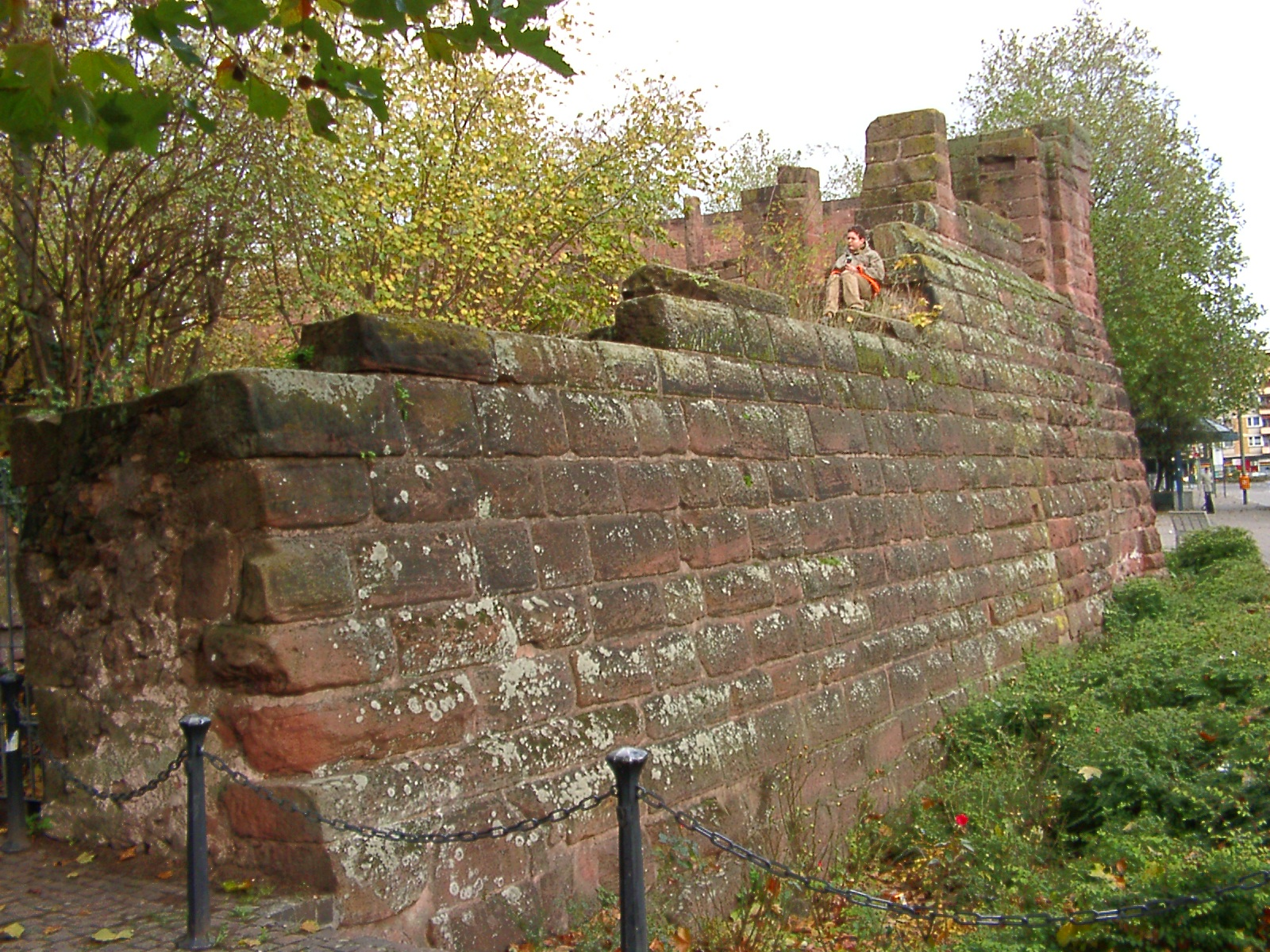
Kaiserpfalz (Barbarossaburg) in Kaiserslautern

Die Siedlungsgeschichte Kaiserslauterns, der Industrie- und Universitätsstadt am nördlichen Rand des Pfälzerwaldes, begann im frühen 5. Jahrtausend v. Chr.
Um 1100 ließen salische Herrscher auf dem Gelände des heutigen Rathauses eine Burg errichten. Zwischen 1152 und 1158 veranlasste der staufische Kaiser Friedrich I. Barbarossa die Erweiterung dieser Burg zu einer später nach ihm benannten Pfalz „mit nicht geringer Pracht“. Für eine Mühle, einen schützenden Graben und für den Schlossteich spendete die Lauter das Wasser. Die Burg hatte feste Mauern und Türme aus rotem Sandstein. Sie hatte feine Wohnräume mit herrlichen Teppichen und Bildern, eine Kapelle, viele Nebenräume und einen großen Kaisersaal. Die Kaiserpfalz (im Volksmund auch Barbarossaburg genannt) lag in der Stadtmitte von Kaiserslautern, direkt unterhalb der Stelle, wo sich heute das neue Rathaus befindet. Damit machte der Kaiser Lautern zum Mittelpunkt des staufischen Machtgebiets und es begann die Blütezeit der Siedlung. Der Kaiserpalast wurde 1172 erstmals als „castrum domini imperatoris“ erwähnt.
Im Jahre 1176 stiftete Kaiser Barbarossa ein Hospital, zu dessen Leitung Prämonstratenser nach Lautern gerufen wurden. Von der damals erbauten spätromanischen Pfarrkirche sind nur noch Fundamente erhalten. Baubeginn für den frühgotischen Chor der heutigen Stiftskirche war um 1260.
„Des Kaisers Lautern“ nennt sich heute im Beinamen Barbarossastadt.
Im Umland spielt der Name Barbarossa ebenfalls eine Rolle, z. B. im Namen des Barbarossa-Radweges. Zudem taucht Barbarossa sowohl in Namen als auch als stilisiertes Maskottchen der Barbarossa Bäckerei auf, die in der gesamten Pfalz und im Saarland Filialen betreibt.

## Gelnhausen

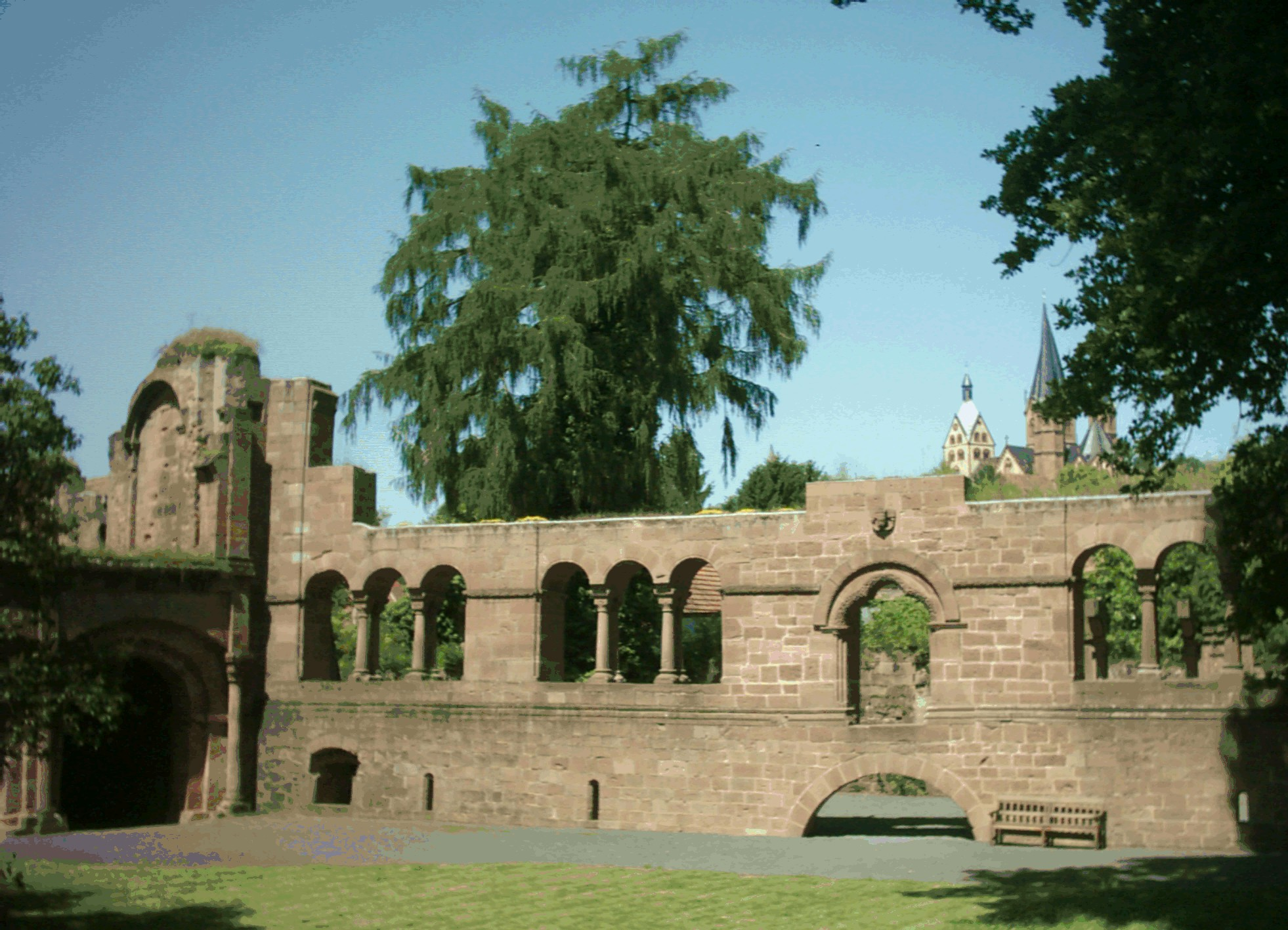
Kaiserpfalz Gelnhausen

Die „Barbarossastadt“ Gelnhausen, eine Stadt im Main-Kinzig-Kreis im Osten von Hessen, wurde im Jahr 1170 von Kaiser Friedrich I. gegründet. Als Ort für diese Gründung diente eine verkehrsgünstig gelegene Stelle, an der sich die Via Regia, die Handelsstraße von Frankfurt am Main nach Leipzig, mit einigen anderen kreuzte. Friedrich gründete die Stadt, indem er drei Dörfer an dieser Stelle zur Reichsstadt Gelnhausen zusammenfasste. Kaiserliche Handelsprivilegien, wie zum Beispiel eine Zollbefreiung, führten rasch zu einer Ansiedlung von Kaufleuten. Das in diesem Zusammenhang verliehene Stapelrecht trug sein Übriges dazu bei, dass der Handel in Gelnhausen recht schnell florierte. Die Kaiserpfalz (auch „Barbarossaburg“ genannt) war bereits 10 Jahre nach Stadtgründung Schauplatz eines wichtigen Reichstages: Heinrich dem Löwen wurde 1180 in Abwesenheit der Prozess gemacht und seine Länder wurden neu aufgeteilt. Die Kaiserpfalz in Gelnhausen ist die besterhaltene Pfalz der Stauferzeit.

## Altenburg

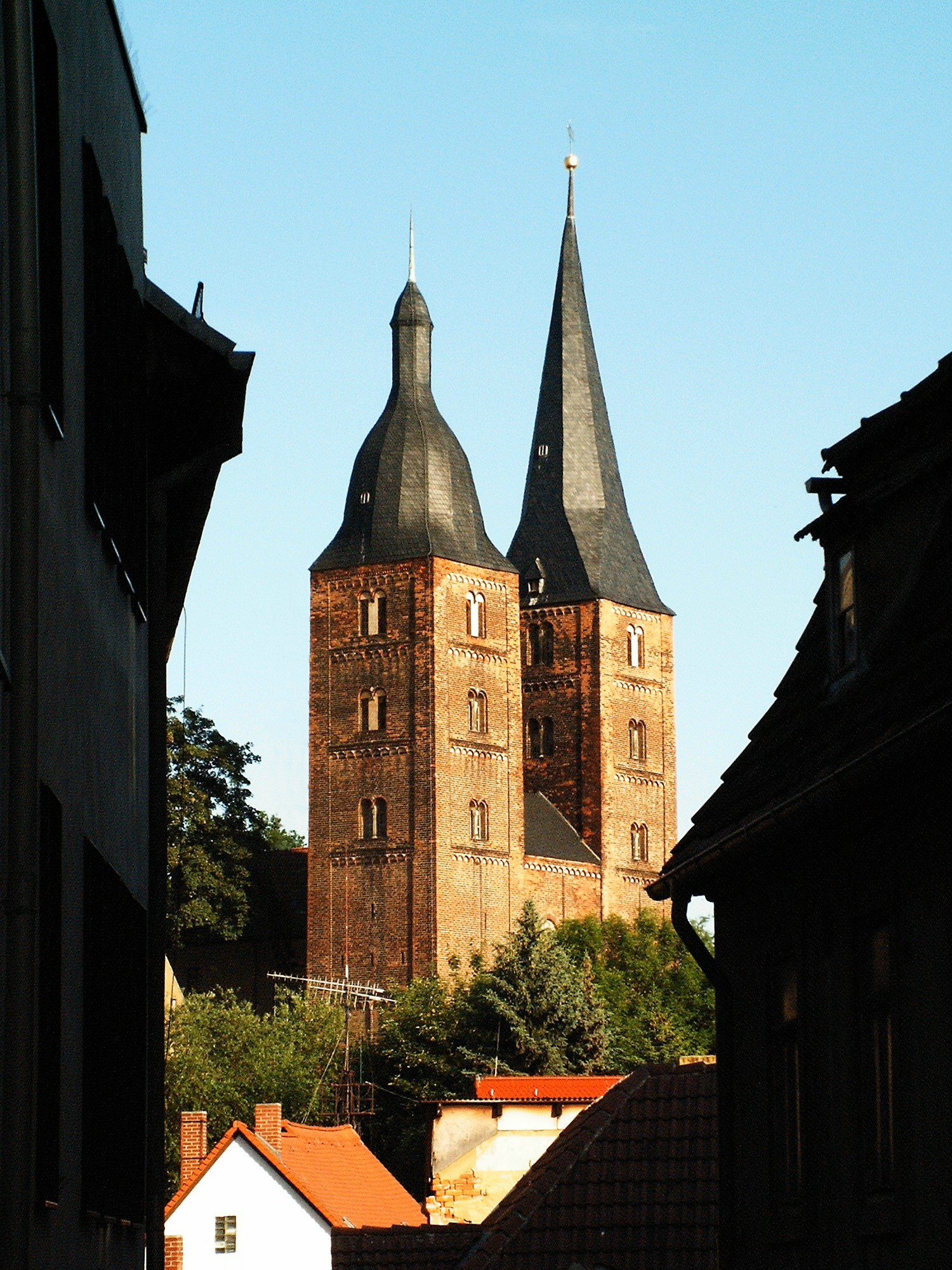
Die Roten Spitzen der ehemaligen Marienkirche des Augustinerklosters in Altenburg

Auch Altenburg im Osten des Freistaates Thüringen darf sich „Barbarossastadt“ nennen. Im Jahre 976 wurde Altenburg erstmals in einer Urkunde des Kaisers Otto II. erwähnt. In der Kaiserpfalz Altenburg (Castrum Plysn), die das erste Mal 1132 erwähnt wurde, hielt sich Kaiser Friedrich I. zwischen 1165 und 1188 mehrmals auf. 1172 soll in seiner Anwesenheit die Stiftskirche Unserer lieben Frauen St. Marien auf dem Berge des Augustiner-Chorherren-Stiftes geweiht worden sein, deren Doppelturm Rote Spitzen heute ein Wahrzeichen Altenburgs sind.

## Bad Frankenhausen

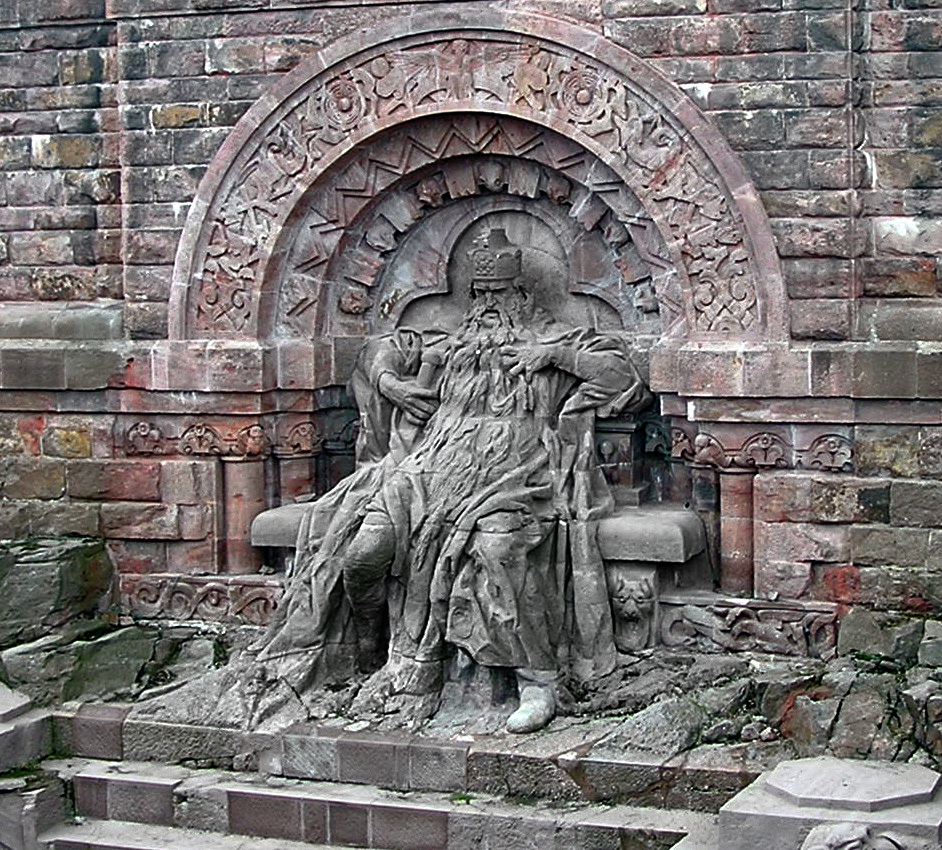
Barbarossa am Kyffhäuser

Erste Besiedlungen von Bad Frankenhausen vor etwa 10.000 Jahren am südlichen Rand des Kyffhäusers wurden durch Ausgrabungen nachgewiesen. Der Ort Frankenhausen wird erstmals im 9. Jahrhundert in Urkunden des Klosters in Fulda als fränkische Siedlung genannt. Ganz in der Nähe befinden sich die Barbarossahöhle mit dem „Kaiserthron“ und natürlich das Kyffhäuser-Denkmal (auch „Barbarossa-Denkmal“ genannt) mit dem überlebensgroßen Kaiser „Rotbart“, das auf den Ruinen der Reichsburg Kyffhausen zwischen 1890 und 1896 errichtet wurde. Deshalb zählt man die Stadt auch zu den „Barbarossastädten“, auch wenn es nicht nachzuweisen ist, dass Barbarossa Frankenhausen jemals besucht hat.